# Río Roca
El río Roca es un río del noroeste de la península ibérica que discurre por la provincia de Lugo, Galicia, España. También es conocido con el nombre de río Requeixo en su tramo anterior a la unión con el río Parga.

## Curso
El río Roca nace en las proximidades del monte Penas Pardas y el pico Suatorre, cerca de la parroquia de los Vilares, municipio de Guitiriz. Discurre por un paisaje eminentemente agrario, con numerosas praderas, bosques y monte bajo. Avena las parroquias de Buriz, Os Vilares y San Salvador de Parga, Sta Cruz de Parga ,Trasparga  y Roca todas en el mismo municipio. Desemboca en las parroquias de Roca y Trasparga cerca del ponte de San Alberte, en el río Parga.
Sus afluentes por la derecha recibe las aguas de los arroyos Porto de Lea y Casal, por la izquierda las aguas de Porto Barroso, Porto Augalonga, Ponte Rigueira, Porto Moa y Illo.